# Костадин Попташев
Костадин Попташев Павлов (изписване до 1945 година: Костадинъ попъ Ташевъ Павловъ) е български просветен деец и революционер, член на Вътрешната македоно-одринска революционна организация.

## Биография
Костадин Попташев е роден на 7 ноември 1864 година в семейството на свещеник Атанас Павлов (поп Ташо). Учи в Мелник и в Солун, където през 1888 година завършва с третия випуск на българската мъжка гимназия със стипендия на Екзархията. През учебната 1888-1889 година е главен български учител в Неврокоп, където полага големи старания за повдигане нивото на образованието в града. През учебната 1890-1891 година преподава в Сярското българско четирикласно училище. По-късно е учител в Дебър (главен учител към 1893 г.), Баракли Джумая (главен учител през 1904 - 1906 година), Радовиш, Тетово, Струмица. Училищен инспектор е в Мелнишко и Петричко. В 1910 година се отказва от учителстването.
Попташев се занимава и с революционна дейност. В дома му отсядат Яне Сандански и други революционери. Многократно е арестуван от властите. Убит е в началото на Балканската война на 14 октомври 1912 година от отстъпващите османски части в местността Грозни дол край Мелник.